# STMND1
STMND1 (англ. Stathmin domain containing 1) – білок, який кодується однойменним геном, розташованим у людей на 6-й хромосомі. Довжина поліпептидного ланцюга білка становить 276 амінокислот, а молекулярна маса — 30 984.
| 10         |  | 20         |  | 30         |  | 40         |  | 50         |
| ---------- |  | ---------- |  | ---------- |  | ---------- |  | ---------- |
| MGCGPSQPAE |  | DRRRVRAPKK |  | GWKEEFKADV |  | SVPHTGENCS |  | PRMEAALTKN |
| TVDIAEGLEQ |  | VQMGSLPGTI |  | SENSPSPSER |  | NRRVNSDLVT |  | NGLINKPQSL |
| ESRERQKSSD |  | ILEELIVQGI |  | IQSHSKVFRN |  | GESYDVTLTT |  | TEKPLRKPPS |
| RLKKLKIKKQ |  | VKDFTMKDIE |  | EKMEAAEERR |  | KTKEEEIRKR |  | LRSDRLLPSA |
| NHSDSAELDG |  | AEVAFAKGLQ |  | RVRSAGFEPS |  | DLQGGKPLKR |  | KKSKCDATLI |
| DRNESDESFG |  | VVESDMSYNQ |  | ADDIVY     |  |            |  |            |

A: Аланін

C: Цистеїн

D: Аспарагінова кислота

E: Глутамінова кислота

F: Фенілаланін

G: Гліцин

H: Гістидин

I: Ізолейцин

K: Лізин

L: Лейцин

M: Метіонін

N: Аспарагін

P: Пролін

Q: Глутамін

R: Аргінін

S: Серин

T: Треонін

V: Валін

W: Триптофан

Кодований геном білок за функцією належить до ліпопротеїнів. 